# Konstancin (przystanek kolejowy w województwie mazowieckim)
Konstancin – zlikwidowana wąskotorowa stacja kolejowa w Konstancinie-Jeziornie, w województwie mazowieckim, w Polsce.